# Offentlig ekonomi
Offentlig ekonomi (engelska: public economics) är en gren av nationalekonomin som studerar staten. Fenomen som studeras inkluderar skatter, utbildning, hälsa, pensionssystem, ojämlikhet, social välfärd och public choice.